# Puente de Silver Street
El puente de Silver Street (nombre original en inglés: Silver Street Bridge), oficialmente conocido como Small Bridge ("puente pequeño"), es el sexto puente del río Cam en su conjunto y el segundo puente en su curso medio, a su paso por Cambridge. En 1959, el actual puente de hormigón, diseñado por Sir Edwin Lutyens, reemplazó a un antiguo puente de fundición de hierro que había sido construido en 1841.

## Imágenes
|  |  |